# Campeonato Mundial Juvenil de Béisbol de 2008
La Campeonato Mundial Juvenil de Béisbol 2008 fue una competición de béisbol internacional que se disputó en Edmonton, Canadá, del 25 de julio al 3 de agosto organizado por la IBAF.

## Primera Ronda
Disputada del 25 al 31 de agosto en dos grupos.

### Grupo A
| Posición | Equipo          | Ganados | Perdidos |
| -------- | --------------- | ------- | -------- |
| 1        | Cuba            | 4       | 1        |
| 2        | Canadá          | 4       | 1        |
| 3        | China Taipéi    | 3       | 2        |
| 4        | Puerto Rico     | 3       | 2        |
| 5        | Italia          | 1       | 4        |
| 6        | República Checa | 0       | 5        |

     – Clasificados a cuartos de final.

     – Juegan los play-off de Consolación.

### Grupo B
| Posición | Equipo         | Ganados | Perdidos |
| -------- | -------------- | ------- | -------- |
| 1        | Estados Unidos | 5       | 0        |
| 2        | Corea del Sur  | 4       | 1        |
| 3        | Australia      | 3       | 2        |
| 4        | México         | 2       | 3        |
| 5        | Países Bajos   | 1       | 4        |
| 6        | Rusia          | 0       | 5        |

     – Clasificados a cuartos de final.

     – Juegan los play-off de Consolación.

## Ronda de Consolación
|  | Eliminatoria del 9.º al 12.º | Eliminatoria del 9.º al 12.º |              |        | Partido por el 9.º lugar | Partido por el 9.º lugar |  |
|  | 1 de agosto                  | 1 de agosto                  |              |        | 2 de agosto              | 2 de agosto              |  |
|  |                              |                              |              |        |                          |                          |  |
|  |                              |                              |              |        |                          |                          |  |
|  | Italia                       | 13                           |              |        |                          |                          |  |
|  | Italia                       | 13                           |              |        |                          |                          |  |
|  | Rusia                        | 0                            |              |        |                          |                          |  |
|  | Rusia                        | 0                            |              | Italia | 4                        |                          |  |
|  |                              |                              |              | Italia | 4                        |                          |  |
|  |                              |                              | Países Bajos | 8      |                          |                          |  |
|  | Países Bajos                 | 8                            | Países Bajos | 8      |                          |                          |  |
|  | Países Bajos                 | 8                            |              |        |                          |                          |  |
|  | República Checa              | 2                            |              |        | Partido por el 11º lugar | Partido por el 11º lugar |  |
|  | República Checa              | 2                            |              |        | Partido por el 11º lugar | Partido por el 11º lugar |  |
|  |                              |                              |              |        |                          |                          |  |
|  |                              |                              |              |        | Rusia                    | 1                        |  |
|  |                              |                              |              |        | Rusia                    | 1                        |  |
|  |                              |                              |              |        | República Checa          | 8                        |  |
|  |                              |                              |              |        | República Checa          | 8                        |  |
|  |                              |                              |              |        |                          |                          |  |

## Ronda final
|  | Cuartos de final | Cuartos de final |                |           | Semifinales            | Semifinales            |  |  | Final       | Final |
|  |                  |                  |                |           |                        |                        |  |  |             |       |
|  | 1 de agosto      |                  |                |           |                        |                        |  |  |             |       |
|  |                  |                  |                |           |                        |                        |  |  |             |       |
|  | Cuba             | 8                |                |           |                        |                        |  |  |             |       |
|  | Cuba             | 8                | 2 de agosto    |           |                        |                        |  |  |             |       |
|  | México           | 7                |                |           |                        |                        |  |  |             |       |
|  | México           | 7                | Cuba           | 1         |                        |                        |  |  |             |       |
|  | 1 de agosto      |                  | Cuba           | 1         |                        |                        |  |  |             |       |
|  |                  | Corea del Sur    | 6              |           |                        |                        |  |  |             |       |
|  | Corea del Sur    | Corea del Sur    | 6              | 5         |                        |                        |  |  |             |       |
|  | Corea del Sur    |                  | 3 de agosto    | 5         |                        |                        |  |  |             |       |
|  | China Taipéi     | 4                |                |           |                        |                        |  |  |             |       |
|  | China Taipéi     | 4                | Corea del Sur  | 7         |                        |                        |  |  |             |       |
|  | 1 de agosto      |                  | Corea del Sur  | 7         |                        |                        |  |  |             |       |
|  |                  | Estados Unidos   | 0              |           |                        |                        |  |  |             |       |
|  | Estados Unidos   | Estados Unidos   | 0              | 7         |                        |                        |  |  |             |       |
|  | Estados Unidos   | 2 de agosto      |                | 7         |                        |                        |  |  |             |       |
|  | Puerto Rico      | 0                |                |           |                        |                        |  |  |             |       |
|  | Puerto Rico      | 0                | Estados Unidos | 3         | Tercer y cuarto puesto | Tercer y cuarto puesto |  |  |             |       |
|  | 1 de agosto      |                  | Estados Unidos | 3         | Tercer y cuarto puesto | Tercer y cuarto puesto |  |  |             |       |
|  |                  | Australia        | 1              |           |                        |                        |  |  |             |       |
|  | Canadá           | Australia        | 1              | 1         | Cuba                   | 6                      |  |  |             |       |
|  | Canadá           |                  |                | 1         | Cuba                   | 6                      |  |  |             |       |
|  | Australia        | 2                |                | Australia | 2                      |                        |  |  |             |       |
|  | Australia        | 2                |                |           | 2                      |                        |  |  |             |       |
|  |                  |                  |                |           |                        |                        |  |  | 3 de agosto |       |
|  |                  |                  |                |           |                        |                        |  |  |             |       |

|  | Clasificación por 5° al 8° lugar | Clasificación por 5° al 8° lugar |   |             | 5° lugar     | 5° lugar |  |
|  |                                  |                                  |   |             |              |          |  |
|  | 2 de agosto                      |                                  |   |             |              |          |  |
|  | México                           | 0                                |   |             |              |          |  |
|  | China Taipéi                     | 1                                |   |             |              |          |  |
|  |                                  |                                  |   |             |              |          |  |
|  |                                  |                                  |   |             | 3 de agosto  |          |  |
|  |                                  |                                  |   |             | China Taipéi | 11       |  |
|  |                                  | Canadá                           | 4 |             |              |          |  |
|  |                                  |                                  |   |             |              |          |  |
|  |                                  |                                  |   |             |              |          |  |
|  |                                  |                                  |   |             | 7° lugar     |          |  |
|  | 2 de agosto                      | 2 de agosto                      |   | 3 de agosto | 3 de agosto  |          |  |
|  | Puerto Rico                      | 6                                |   | México      | 2            |          |  |
|  | Canadá                           | 9                                |   |             | Puerto Rico  | 0        |  |

## Posiciones finales
| Pos                            | Equipo          | V | D |
| ------------------------------ | --------------- | - | - |
|                                | Corea del Sur   | 7 | 1 |
|                                | Estados Unidos  | 7 | 1 |
|                                | Cuba            | 6 | 2 |
| 4°                             | Australia       | 4 | 4 |
| Eliminados en la Segunda Ronda |                 |   |   |
| 5°                             | China Taipéi    | 5 | 3 |
| 6°                             | Canadá          | 5 | 3 |
| 7°                             | México          | 3 | 5 |
| 8°                             | Puerto Rico     | 3 | 5 |
| Eliminados en la Primera Ronda |                 |   |   |
| 9°                             | Países Bajos    | 3 | 4 |
| 10°                            | Italia          | 2 | 5 |
| 11°                            | República Checa | 1 | 6 |
| 12°                            | Rusia           | 0 | 7 |